# Лорд-в-ожидании
Лорды-в-ожидании (англ. Lords-in-waiting или придворные лорды (если должность занимают мужчины) или баронессы-в-ожидании (если должность занимают женщины) — являются пэрами, занимающими должности при королевском дворе суверена Соединённого королевства. В официальном придворном циркуляре должности называются «лорд в ожидании» или «баронесса в ожидании» (без дефиса).
Есть два типа лордов-в-ожидании: политические назначенцы правительства действующего на данный момент, которые служат младшими правительственными кнутами в Палате лордов (старшие кнуты имеют должности капитана Корпуса офицеров почётного эскорта и капитан йоменской гвардии); и неполитические назначенцы монарха (которые, если они имеют место в Палате лордов, заседают в качестве независимых членов, не принадлежащих ни к одной политической партии в парламенте). Лорды-в-ожидании (будь то политические или неполитические назначенцы) могут периодически вызываться для представления суверена, например, один из их числа регулярно вызывается, чтобы встретить находящихся с визитом глав государств по прибытии в аэропорт в начале государственного или официального визита, а затем они могут играть роль сопровождающих их на время пребывания тех в стране (для примера, 3 июня 2019 года лорд-в-ожидании виконт Брукборо присутствовал в аэропорту Станстед, чтобы приветствовать президента США Дональда Трампа и первую леди Меланию Трамп от имени королевы, затем он и виконтесса Брукборо оставались «особо прикомандированными» к Трампам на время их визита). Лорды-в-ожидании также иногда посещают другие государственные или королевские мероприятия. Также могут быть назначены «дополнительные» лорды-в-ожидании, сверхштатные, к обычным назначенцам, которые выполняют аналогичную роль, например, баронесса Роулингс, чьё назначение в качестве правительственного кнута (и баронессой-в-ожидании) закончилось в 2012 году, продолжала служить сверхштатной баронессой-в-ожидании и представляла королеву в определенных случаях (например, 27 февраля 2019 года она присутствовала в RAF Northolt, чтобы приветствовать короля и королеву Иордании, в то же время другая баронесса-в-ожидании, баронесса Манзур, присутствовала в аэропорту Хитроу, чтобы приветствовать президента Словении).
Кроме того, честь служить постоянным лордом-в-ожидании иногда предоставляется старейшим придворным после их выхода на пенсию. Постоянный лорд-в-ожидании может также представлять суверена, как это часто бывает, на похоронах или панихидах бывших придворных.

## Политические назначения
Большинство лордов-в-ожидании и баронесс-в-ожидании служат правительственными кнутами в Палате лордов. Являясь членами правительства, они назначаются сувереном по рекомендации премьер-министра и неизменно отказываются от своей должности при смене правительства.
В настоящее время есть шесть лордов-в-ожидании и пять баронесс-в-ожидании, которые служат младшими кнутами в Палате лордов:
| Должность            | Держатель                        | Дата назначения |
| -------------------- | -------------------------------- | --------------- |
| Лорд-в-ожидании      | лорд Коллинз из Хайбери          | 9 июля 2024     |
| Лорд-в-ожидании      | барон Понсонби Шёлбредский       | 9 июля 2024     |
| Лорд-в-ожидании      | барон Леонг                      | 11 июля 2024    |
| Лорд-в-ожидании      | барон Мораес                     | 10 февраля 2025 |
| Лорд-в-ожидании      | барон Уилсон Сидгфилдский        | 10 февраля 2025 |
| Лорд-в-ожидании      | барон Катц                       | 11 апреля 2025  |
| Баронесса-в-ожидании | баронесса Тейлор из Стивениджа   | 9 июля 2024     |
| Баронесса-в-ожидании | баронесса Джонс из Уитчерча      | 9 июля 2024     |
| Баронесса-в-ожидании | баронесса Твайкросс              | 11 июля 2024    |
| Баронесса-в-ожидании | баронесса Андерсон Сток-он-Трент | 11 июля 2024    |
| Баронесса-в-ожидании | баронесса Блейк Лидсская         | 11 июля 2024    |

## Неполитические назначения
Наряду с политическими назначенцами всегда назначаются два неполитических лорда-в-ожидании, по личному усмотрению суверена (отличающиеся от своих политических коллег титулом «Персональный лорд-в-ожидании»).
В настоящее время в этом качестве работают:
| Должность                    | Держатель       | Дата назначения |
| ---------------------------- | --------------- | --------------- |
| Персональный лорд-в-ожидании | виконт Брукборо | 1 мая 1997      |
| Персональный лорд-в-ожидании | виконт Худ      | 30 июля 1998    |

## Дополнительные назначения
Любые дополнительные назначенцы называются сверхштатными лордами-в-ожидании и баронессами-в-ожидании.
В настоящее время в этом качестве служат:
| Должность                         | Держатель                 | Дата назначения |
| --------------------------------- | ------------------------- | --------------- |
| Сверхштатная баронесса-в-ожидании | баронесса Роулингс        | 2012            |
| Сверхштатный лорд-в-ожидании      | барон Сент-Джон из Блетсо | 19 марта 1998   |

## Постоянные лорд-в-ожидании
Постоянные лорд-в-ожидании — это бывшие высокопоставленные официалы королевского двора. В этом качестве работают:
| Держатель                        | Дата назначения       | Время занятия должности |
| Лорд великий камергер            | Лорд великий камергер | Лорд великий камергер   |
| -------------------------------- | --------------------- | ----------------------- |
| маркиз Чамли                     | 17 марта 2023         | 1990–2022               |
| Лорд-камергер королевского двора |                       |                         |
| лорд Льюс                        | 16 июля 2007          | 2000–2006               |
| граф Пиль                        | 1 апреля 2021         | 2006–2021               |
| Личный секретарь суверена        |                       |                         |
| лорд Джанврин                    | 13 ноября 2007        | 1999–2007               |
| лорд Гайдт                       | 4 марта 2019          | 2007–2017               |
| лорд Янг Старовиндзорский        | 15 мая 2023           | 2017–2023               |